# 蠟筆小新Online
《蠟筆小新Online》是由韓國WindySoft與Daewon Media、Rainfall Soft共同合作研發的2D橫向線上闖關遊戲。是為了紀念原創漫畫蠟筆小新連載20周年而決定開發出線上遊戲的概念。

## 歷史
- 2013年1月16日，台灣由遊戲橘子正式宣布代理《蠟筆小新Online》[1]。
- 2013年6月14日～6月16日，第一波封測。開放角色櫻田妮妮，角色等級上限為15級。
- 2013年7月19日～7月21日，第二波封測。新增角色風間徹，其餘內容與第一波封測相同。
- 2013年8月15日下午2點，遊戲橘子正式展開公測。新增角色野原新之助，開放動感執照（角色轉職）、特殊副本〈動感挑戰中心〉以及冒險副本和角色等級上限至30級[3]。
- 2013年9月6日，開放特殊副本〈春日部市的危機〉、冒險副本〈荒野的不法之地〉，角色等級上限為40級。
- 2015年6月12日，遊戲橘子公佈將於同年8月13日結束營運[4]。

## 玩家角色
野原新之助（台灣配音：蔣篤慧）
風間徹（台灣配音：吳貴竹）
櫻田妮妮（台灣配音：王瑞芹）
佐藤正男（拆包檔案，未開放）
阿呆（拆包檔案，未開放）
酢乙女愛（拆包檔案，未開放）

## 外部連結
- 官方網站
- 官方FB[永久]